# Single numer jeden w roku 2019 (USA)
Notowanie Hot 100 przedstawia najlepiej sprzedające się single w Stanach Zjednoczonych. Publikowane jest ono przez tygodnik „Billboard”, a dane kompletowane są przez Nielsen SoundScan w oparciu o cotygodniowe wyniki sprzedaży cyfrowej oraz fizycznej singli, a także częstotliwość emitowania piosenek na antenach stacji radiowych.

## Historia notowania
| Data publikacji | Tytuł                             | Artysta                             | Źródło |
| --------------- | --------------------------------- | ----------------------------------- | ------ |
| 5 stycznia      | „Thank U, Next”                   | Ariana Grande                       | [ 1 ]  |
| 12 stycznia     | „Without Me”                      | Halsey                              | [ 2 ]  |
| 19 stycznia     | „Sunflower”                       | Post Malone i Swae Lee              | [ 3 ]  |
| 26 stycznia     | „Without Me”                      | Halsey                              | [ 4 ]  |
| 2 lutego        | „7 Rings”                         | Ariana Grande                       | [ 5 ]  |
| 9 lutego        | „7 Rings”                         | Ariana Grande                       | [ 6 ]  |
| 16 lutego       | „7 Rings”                         | Ariana Grande                       | [ 7 ]  |
| 23 lutego       | „7 Rings”                         | Ariana Grande                       | [ 8 ]  |
| 2 marca         | „7 Rings”                         | Ariana Grande                       | [ 9 ]  |
| 9 marca         | „Shallow”                         | Lady Gaga i Bradley Cooper          | [ 10 ] |
| 16 marca        | „Sucker”                          | Jonas Brothers                      | [ 11 ] |
| 23 marca        | „7 Rings”                         | Ariana Grande                       | [ 12 ] |
| 30 marca        | „7 Rings”                         | Ariana Grande                       | [ 13 ] |
| 6 kwietnia      | „7 Rings”                         | Ariana Grande                       | [ 14 ] |
| 13 kwietnia     | „Old Town Road”                   | Lil Nas X                           | [ 15 ] |
| 20 kwietnia     | „Old Town Road”                   | Lil Nas X featuring Billy Ray Cyrus | [ 16 ] |
| 27 kwietnia     | „Old Town Road”                   | Lil Nas X featuring Billy Ray Cyrus | [ 17 ] |
| 4 maja          | „Old Town Road”                   | Lil Nas X featuring Billy Ray Cyrus | [ 18 ] |
| 11 maja         | „Old Town Road”                   | Lil Nas X featuring Billy Ray Cyrus | [ 19 ] |
| 18 maja         | „Old Town Road”                   | Lil Nas X featuring Billy Ray Cyrus | [ 20 ] |
| 25 maja         | „Old Town Road”                   | Lil Nas X featuring Billy Ray Cyrus | [ 21 ] |
| 1 czerwca       | „Old Town Road”                   | Lil Nas X featuring Billy Ray Cyrus | [ 22 ] |
| 8 czerwca       | „Old Town Road”                   | Lil Nas X featuring Billy Ray Cyrus | [ 23 ] |
| 15 czerwca      | „Old Town Road”                   | Lil Nas X featuring Billy Ray Cyrus | [ 24 ] |
| 22 czerwca      | „Old Town Road”                   | Lil Nas X featuring Billy Ray Cyrus | [ 25 ] |
| 29 czerwca      | „Old Town Road”                   | Lil Nas X featuring Billy Ray Cyrus | [ 26 ] |
| 6 lipca         | „Old Town Road”                   | Lil Nas X featuring Billy Ray Cyrus | [ 27 ] |
| 13 lipca        | „Old Town Road”                   | Lil Nas X featuring Billy Ray Cyrus | [ 28 ] |
| 20 lipca        | „Old Town Road”                   | Lil Nas X featuring Billy Ray Cyrus | [ 29 ] |
| 27 lipca        | „Old Town Road”                   | Lil Nas X featuring Billy Ray Cyrus | [ 30 ] |
| 3 sierpnia      | „Old Town Road”                   | Lil Nas X featuring Billy Ray Cyrus | [ 31 ] |
| 10 sierpnia     | „Old Town Road”                   | Lil Nas X featuring Billy Ray Cyrus | [ 32 ] |
| 17 sierpnia     | „Old Town Road”                   | Lil Nas X featuring Billy Ray Cyrus | [ 33 ] |
| 24 sierpnia     | „Bad Guy”                         | Billie Eilish                       | [ 34 ] |
| 31 sierpnia     | „Señorita”                        | Shawn Mendes i Camila Cabello       | [ 35 ] |
| 7 września      | „Truth Hurts”                     | Lizzo                               | [ 36 ] |
| 14 września     | „Truth Hurts”                     | Lizzo                               | [ 37 ] |
| 21 września     | „Truth Hurts”                     | Lizzo                               | [ 38 ] |
| 28 września     | „Truth Hurts”                     | Lizzo                               | [ 39 ] |
| 5 października  | „Truth Hurts”                     | Lizzo                               | [ 40 ] |
| 12 października | „Truth Hurts”                     | Lizzo                               | [ 41 ] |
| 19 października | „Highest in the Room”             | Travis Scott                        | [ 42 ] |
| 26 października | „Truth Hurts”                     | Lizzo                               | [ 43 ] |
| 2 listopada     | „Someone You Loved”               | Lewis Capaldi                       | [ 44 ] |
| 9 listopada     | „Lose You to Love Me”             | Selena Gomez                        | [ 45 ] |
| 16 listopada    | „Someone You Loved”               | Lewis Capaldi                       | [ 46 ] |
| 23 listopada    | „Someone You Loved”               | Lewis Capaldi                       | [ 47 ] |
| 30 listopada    | „Circles”                         | Post Malone                         | [ 48 ] |
| 7 grudnia       | „Circles”                         | Post Malone                         | [ 49 ] |
| 14 grudnia      | „Heartless”                       | The Weeknd                          | [ 50 ] |
| 21 grudnia      | „All I Want for Christmas Is You” | Mariah Carey                        | [ 51 ] |
| 28 grudnia      | „All I Want for Christmas Is You” | Mariah Carey                        | [ 52 ] |